# Gelastorhinus baghensis
Gelastorhinus baghensis är en insektsart som beskrevs av Mahmood, K., Yousuf och A. Suhail 2000. Gelastorhinus baghensis ingår i släktet Gelastorhinus och familjen gräshoppor. Inga underarter finns listade i Catalogue of Life.